# Blågrått herkulesmott
Blågrått herkulesmott (Orthopygia glaucinalis) är en fjärilsart som beskrevs av Carl von Linné 1758. Blågrått herkulesmott ingår i släktet Orthopygia och familjen mott. Arten är reproducerande i Sverige. Inga underarter finns listade i Catalogue of Life.

## Bildgalleri

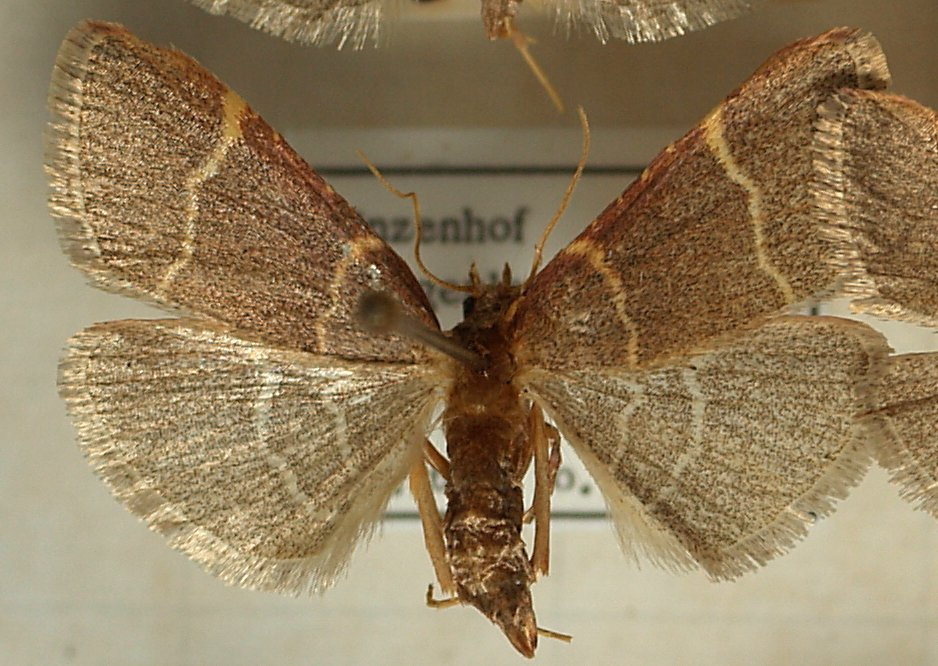